# Бадем, Джандан
Джандан Бадем (тур. Candan Badem; род. 4 января 1970; Карс, Турция) — турецкий историк, доктор философии по истории (2007), профессор (2014), бывший доцент истории Университета Тунджели (Мунзур). Специалист в области изучения Русско-турецких войн XIX—XX веков. Кроме турецкого, владеет русским и английским, а также на среднем уровне армянским, немецким, зазаки и курманджи языками.

## Биография
В 1987 году окончил Ортакёйский Анатолийский морской профессиональный лицей в Стамбуле. В 1992 году окончил Босфорский университет (факультет экономических и административных наук). С 2000 года работал преподавателем в Департаменте истории Университете Тунджели (Мунзур). В 2001 году получил степень магистра в Центре исследований России и Восточной Европы Бирмингемского университета. В 2007 году в Университете Сабанджи защитил диссертацию на соискание учёной степени доктора философии по истории. В сентябре 2014 года получил звание профессора.
С целью подготовки монографии «Карская область в составе России в 1878—1918 гг.» Бадем в 2009 году направился в Национальный архив Армении, став при этом первым из турецких академических историков воспользовавшихся его фондами. Руководство НАА открыло ему свободный доступ к необходимым документам, оказывая всяческое содействие. Бадем выразил надежду, что и другие турецкие историки приедут в Армению «для проведения исследований в этом архиве», выражая также уверенность, что ту же возможность получат и армянские историки в турецких архивах. При этом Бадем отказался выражать своё мнение по поводу Геноцида армян, отметив, что «это содержит в себе политический подтекст».
24 апреля 2016 года, в день 101-й годовщины геноцида армян, Джандан Бадем, будучи заведующим кафедры истории в государственном университете выступил с публичной речью в городе Тунджели, призывая признать геноцид. Таким образом он стал первым турецким историком, который в качестве заведующего кафедры истории государственного университета в Турции, публично признал геноцид армян. Он объявил о своей речи из своего аккаунта в Twitter. Он также написал тред по поводу геноцида, где объяснил свою позицию.
После попытки военного переворота в Турции 15—16 июля 2016 года Бадем был задержан по подозрению в связях с гюленистами и, соответственно, в «попытке переворота». Поводом к аресту послужила найденная у него в ходе обыска в рабочем кабинете книга проповедника Фетхуллаха Гюлена. Сам Бадем называет эти обвинения абсурдными, так как он со времён учёбы в колледже придерживается левых социалистических и марксистских взглядов и ввиду этого, по его словам, — «Я всю жизнь был острым критиком политического ислама и религиозных сект… Как я мог быть гюленистом?» Кроме того, цитируемые Бадемом высказывания Гюлена могут лишь показывать негативное отношение Бадема к Гюлену. Через день по просьбе судебного контроля Бадем был освобождён, но, тем не менее, указом № 672 от 1 сентября 2016 года он был уволен из Университета Тунджели (в числе других 2346 учёных, уволенных из различных научных и учебных учреждений Турции). Тем же указом Бадему запрещалось устраиваться в научные и учебные учреждения (включая частные университеты) и занимать государственные посты, а ввиду изъятия у него паспорта, — и выезда заграницу.

## Основная библиография
Диссертации
- Badem C. The Ottomans and The Crimean War (1853—1856) (англ.). — Dissertation for the Degree of Doctor of Philosophy in History. — İstanbul: Sabancı Üniversitesi, 2007. — xiii, 539 p.

На русском
- Мирзоян С., Бадем Дж. Постройка железной дороги Тифлис-Александрополь-Карс (1895—1899). — ИИСП. — 2013. — 57 с.
- Корягин С. В., Бадем Дж. Ичёвы и другие = Içyovlar ve diğerleri (тур.). — Древлехранилище. — М.: Тип. Росархива, 2015. — 118 с. — (Генеалогия и семейная история Донского казачества; Вып. 116). — ISBN 978-5-93646-261-0. (Текст на 2 языках).

На английском
- Badem C. Bibliography of Turkish-Armenian Question (англ.). — İstanbul: Aras, 2007. — 427 p. — ISBN 978-97-57265-92-4.
- Badem C. The Ottoman Crimean War (1853—1856) (англ.). — Leiden—Boston: BRILL, 2010. — xvi, 432 p. — (The Ottoman Empire and its Heritage: Politics, Society and Economy, Vol. 44). — ISBN 978-90-04-18205-9.
- Mirzoyan S., Badem C. The Construction of the Tiflis-Aleksandropol-Kars Railway (1895—1899) (англ.). — IHJR. — 2013. — 88 p. — ISBN 978-94-91145-05-6.

На турецком
- Badem C. Türk-Ermeni Sorunu Bibliyografyası (тур.). — İstanbul: Aras, 2007. — 432 S. — ISBN 978-97-57265-92-4.
- Badem C. Çarlık Rusyası Yönetiminde Kars Vilayeti (тур.). — İstanbul: BirZamanlar, 2010. — 480 S. — ISBN 978-975-6158-14-2.
- Mirzoyan S., Badem C. Tiflis-Gümrü-Kars Demiryolu İnşası (1895—1899) (тур.). — IHJR. — 2013. — 88 S. — ISBN 978-94-91145-03-2.
- Badem C. Kırım Savaşı ve Osmanlılar (тур.). — İstanbul: Türkiye İş Bankası Kültür Yayınları, 2017. — 504 S. — ISBN 978-60-52-95172-9.
- Badem C. Çarlık Yönetiminde Kars, Ardahan, Artvin (1878—1918) (тур.). — İstanbul: Aras, 2018. — 632 S. — ISBN 978-605-2100-27-1.

На армянском
- Միրզոյան Ս., Ջանդան Բ. Թիֆլիս-Ալեքսանդրապոլ-Կարս երկաթգծի կառուցունը (1895—1899) (арм.). — IHJR. — 2013. — 100 с. — ISBN 978-9-491145-49-0.

Перевод и подготовка к изданию
- Slade A. Müşavir Paşa'nın Kırım Harbi Anıları (тур.) = Turkey and the Crimean War: A Narrative of Historical Events (англ.) / Çeviren C. Badem. — İstanbul: Türkiye İş Bankası Kültür Yayınları, 2012. — 496 S. — ISBN 978-605-360-570-6.
- Mandel E. E. Geç Kapitalizm (тур.) = Der Spätkapitalismus / Çeviren C. Badem. — Versus, 2013. — 613 S. — ISBN 978-60-55-69190-5.

## Рецензии
- Austin D. J. 28. The Ottoman Crimean War (1853—1856) by Dr. Candan Badem: Published by Brill (англ.). Book Review by Dr. Douglas J. Austin. P. 1—2 (2017).
- Balistreri A. E. The construction of the Tiflis—Aleksandropol—Karsrailway (1895—1899) (англ.) // Central Asian Survey. — Routledge, 2015. — Vol. 34, no. 1. — P. 144—145. — ISSN 0263-4937.
- Yazici S. Sonya Mirzoyan & Candan Badem, «Tiflis-Gümrü-Kars Demiryolu İnşası (1895—1899) / The Construction of the Tiflis—Aleksandropol—Kars Railway (1895—1899)» (англ.) // International Journal of Russian Studies. — 2015. — No. 4/1. — P. 81—85. — ISSN 2158-7051.
- Young W. Book Review of The Ottoman Crimean War (1853—1856) (англ.). International History (12 декабря 2012).